# Die Rache der Ostfriesen
Die Rache der Ostfriesen ist ein 1974 entstandene deutsche erotische Komödie von Walter Boos mit Josef Moosholzer und Helga Feddersen in den Hauptrollen. Es führt den Der Ostfriesen-Report aus dem Jahr 1973 fort.

## Handlung
Der Münchner Wirt Alfred Pfannenstiel reist gemeinsam mit den Kumpeln Klaus und Tonino nach Ostfriesland, um dort Getreidemaschinen zu verkaufen und nach jungen Mädchen Ausschau zu halten. Natürlich möchte Alfred, obwohl seine mit Argusaugen auf ihn achtende Gattin im Genick, die jungen Damen erstmals auf ihre Qualitäten hin einem ganz persönlichen Eignungstest unterziehen, und seine beiden Kumpels wollen ihm dabei liebend gern helfen. Dabei zeigen die jungen Damen vom Deich nur mäßiges Interesse an den Bajuwaren aus dem Voralpenland. Besonders die junge Elke Harms hat es dem Alfred angetan, doch die will mit Alfred erst in die Kiste, wenn er sie heiratet. Zu dumm nur, dass er bereits verheiratet ist, aber solang er zum Schuss kommt, verspricht er (und die Kumpels gleich mit) das Blaue vom Himmel, um sich dann am folgenden Morgen in Richtung Hamburg aus dem Staub zu machen.
Elkes tatkräftiger Bruder Hein gedenkt, die Ehre der düpierten Schwester zu verteidigen und kann durch einen cleveren Einfall erreichen, dass Luise Pfannenstiel von ihres Mannes Abwegen erfährt. Mit einem Trick versucht Pfannenstiel seine wütende Gattin zu besänftigen, in dem er behauptet, dass sein One-Night-Stand Elke in Wahrheit seine illegitime Tochter aus einer früheren Affäre sei. Nur müsste Elke bei dieser faustdicken Lüge mitmachen, doch ganz so dumm, für wie man in Bayern dank der damals in der Bundesrepublik grassierenden Ostfriesenwitze die Nordwestdeutschen hält, sind diese nun auch nicht – ganz im Gegenteil! Elke will Alfred für diese Mithilfe finanziell bluten lassen, und dann plant die von dieser herzergreifenden Geschichte zutiefst gerührte Luise Pfannenstiel auch noch, Elkes „Pflegeeltern“ Herr und Frau Harms, die natürlich in Wirklichkeit ihre wahren Eltern sind, einen Höflichkeitsbesuch abzustatten …

## Produktionsnotizen
Die Rache der Ostfriesen entstand in Ostfriesland und Hamburg und wurde am 4. Oktober 1974 uraufgeführt.

## Indizierung
Die Bundesprüfstelle für jugendgefährdende Schriften indizierte die Videokassette und führte zur Begründung an, dass der Film mit der Darstellung des Geschlechtlichen die Grenzen des guten Geschmacks überschreite. In diesem Zusammenhang wird auf die Auftritte einer Domina und eines Transvestiten verwiesen. Zudem sei der Film extrem frauenfeindlich.

## Kritik
Für das Lexikon des Internationalen Films war der Film kurz eine „Sexklamotte“.